# Крешентино
Крешентино (итал. Crescentino) — коммуна в Италии, располагается в регионе Пьемонт, в провинции Верчелли.
Население составляет 8124 человека (2008 г.), плотность населения составляет 169 чел./км². Занимает площадь 48 км². Почтовый индекс — 13044. Телефонный код — 0161.
Покровителем коммуны почитается святой Крескентин, празднование 1 июня.

## Демография
Динамика населения:

## Города-побратимы
- Сан-Джорджо-Альбанесе, Италия
- Лососина-Дольна, Польша

## Администрация коммуны
- Официальный сайт: